# Weseler SV 1910
Weseler SV 1910 is een Duitse voetbalclub uit Wesel in Noordrijn-Westfalen.

## Geschiedenis
De club werd op 15 oktober 1910 opgericht. Van 1917 tot 1919 speelde de club in de hoogste klasse van de Ruhrcompetitie, een van de competities van de West-Duitse voetbalbond, echter was deze door de Eerste Wereldoorlog sterk regionaal verdeeld. Op 7 maart 1919 fuseerde de club met SV Borussia Wesel.
Na een kort verblijf in de Bergisch-Markse competitie speelde de club vanaf 1922 in de nieuwe Nederrijncompetitie. De club eindigde midden jaren twintig meestal in de middenmoot van de tweede klasse en door een competitieherstructurering belandde de club in 1929 in de derde klasse, maar kon na één seizoen wel weer de promotie afdwingen. Ook de volgende twee seizoenen eindigde de club in de middenmoot. De resultaten van na de invoering van de Gauliga in 1933 zijn niet meer bekend.
In 1952 promoveerde de club naar de Landesliga, destijds de hoogste amateurklasse. Na twee jaar degradeerde de club terug. Twee jaar later volgde een nieuwe promotie naar de Landesliga, die door de invoering van de Verbandsliga nog maar de tweede hoogste amateurklasse was. De club kon hier tot 1963 spelen en zakte dan twee jaar op rij. Een terugkeer naar de Landesliga kwam er pas in 1973.
De volgende jaren werd de club een liftploeg tussen Landesliga en Bezirksliga. Door financiële problemen moest de club zich in 2006 tijdens het seizoen uit de Landesliga terugtrekken. In 2012 volgde een sportief dieptepunt toen de club degradeerde naar de Kreisliga C, de laagste speelkalsse.